# جولیان جیمز کاتن
جولیان جیمز کاتن (به انگلیسی: Julian James Cotton) (زاده:۳ اکتبر ۱۸۶۹ بنگال - درگذشت: ۲۰ ژوئن ۱۹۲۷ مدرس)   نویسنده انگلیسی بود.

## آثار
- The Story of Husain and the Mohurram Celebration in the East وی بدلیل چاپ این کتاب برنده جایزه گسفورد  در ۱۸۹۱ در دانشگاه آکسفورد شد.